# USS Aggressor (AMc-64)
USS Aggressor (AMc-64) – trałowiec typu Accentor. Pełnił służbę w United States Navy w czasie II wojny światowej.
Jego stępkę położono 15 kwietnia 1941 jako "Alliance" w stoczni Greenport Basin and Construction Company. Przemianowany na "Agressor" 23 maja 1941. Zwodowano go 19 lipca 1941. Wszedł do służby 24 października 1941.
W czasie wojny pełnił służbę na Atlantyku w pobliżu wschodniego wybrzeża USA.
Skreślony z listy jednostek floty 21 stycznia 1946. Sprzedany na złom 3 marca 1947.